# Sphagnum cyclophyllum
Sphagnum cyclophyllum är en bladmossart som beskrevs av Sullivant och Lesquereux in A. Gray 1856. Sphagnum cyclophyllum ingår i släktet vitmossor, och familjen Sphagnaceae. Inga underarter finns listade i Catalogue of Life.